# Vivaldi
Vivaldi (/vɪˈvɑːldi, vəˈv-/) — это бесплатный кроссплатформенный браузер со встроенным почтовым клиентом, разработанный компанией Vivaldi Technologies на основе движка Blink. В свою очередь Vivaldi Technologies, создана Тацуки Томитой и Джоном Стефенсоном фон Тецшнером, который был соучредителем и генеральным директором Opera Software. Vivaldi был выпущен 27 января 2015 года. Первая тестовая версия стала доступна 27 января 2015 года. В браузер включены многие возможности, присутствовавшие в браузере Opera до 12 версии (включительно).

## История
Один из основателей Opera Software Йон Стефенсон фон Течнер 30 июня 2011 года из-за разногласий с советом директоров и менеджментом покинул компанию. В августе 2013 года им была создана компания Vivaldi Technologies с уставным капиталом 3 млн норвежских крон ($477 600), занявшаяся разработкой собственного браузера.
Ряд функций Vivaldi, такие как боковая панель, режим отображения картинок на веб-странице, заметки, визуальные вкладки, корзина с закрытыми вкладками и др., были выполнены по мотивам браузера Opera 12, последней «классической» версии Opera.
В браузере также заявлены поддержка онлайн-синхронизации, интегрированный почтовый клиент, поддержка расширений и многое другое.
В первые 10 дней после своего появления браузер был загружен полмиллиона раз. Чуть более чем за месяц, с 27 января по 5 марта 2015 года, к тому моменту, когда вышла версия Technical Preview 2, Vivaldi был загружен более 700 тысяч раз.
6 апреля 2016 года вышла первая стабильная версия. В версии 1.1, вышедшей 26 апреля 2016 года, по причине обновления Chromium до версии Chromium 50, перестали поддерживаться операционные системы Windows до версии Windows Vista включительно, а также Mac OS X до версии 10.9, дальнейшее обновление браузера для данных ОС прекращено.
9 сентября 2019 года вышла бета-версия браузера для Android. Эта сборка основана на Chromium, как и настольная версия, что позволяет максимально сократить количество данных пользователя, отправляемых на сторонние серверы. Также интерфейс мобильной версии содержит знакомые по десктопу элементы управления, что позволяет пользователям легче адаптироваться к работе с новым мобильным браузером. Приложение содержит такие функции, как безопасная синхронизация данных с другими устройствами с использованием шифрования, создание и редактирование заметок, создание множества Экспресс-панелей, менеджер загрузок, функция снимка экрана, позволяющая делать снимки не только видимой части страницы, но и всей веб-страницы целиком, история просмотра, переключение поисковых сервисов с помощью префиксов и многое другое.
5 декабря 2019 года вышла вторая бета-версия браузера для Android. В неё были добавлены следующие возможности: закрытие вкладок сдвигом, отображение полосы прокрутки на страницах, возможность включить запуск десктопной версии сайта по умолчанию, добавлена кнопка «Очистить корзину», добавлена поддержка устройств с Chrome OS и пр.
19 декабря 2019 года вышла новая версия браузера Vivaldi 2.10 для ПК, в которой разработчики были вынуждены внести изменения в UserAgent браузера. Из-за того, что участились случаи отправки веб-сайтами и онлайновыми сервисами в браузер Vivaldi неправильного кода, в компании приняли решение убрать из UserAgent упоминание браузера Vivaldi. Таким образом большая часть проблем с отображением веб-страниц и работой сервисов была решена. В качестве побочного негативного эффекта стало исчезновение Vivaldi из всех сервисов подсчёта статистики браузеров.
22 апреля 2020 года, одновременно с выпуском стабильной версии Vivaldi 3.0 для настольных компьютеров, была выпущена и стабильная версия Vivaldi 3.0 для Android. Разработчики намеренно присвоили первой стабильной версии тот же номер, что и для десктопной, тем самым указывая на параллельное развитие обоих браузеров — версия ядра Chromium и в настольной, и в мобильной версиях используется одна и та же. Основным новшеством мобильной версии Vivaldi 3.0 для Android стал встроенный блокировщик слежки и рекламы, аналогичный встроенному в версию для настольных компьютеров.
9 июня 2020 года вышла версия Vivaldi 3.1 для Android. В этой версии разработчики добавили опцию тёмных тем для просматриваемых веб-страниц, открытие ссылок в активной или фоновой вкладке, а также автоматическую перезагрузку просматриваемой страницы при изменении уровня блокировки для неё.
12 августа 2020 года вышла версия Vivaldi 3.2 для Android. В этой версии добавлена возможность редактировать списки блокировки, подключая различные сторонние коллекции, а также подключая и свои собственные. Была перенесена панель переключения между различными типами вкладок: кнопки переключения между открытыми и приватными вкладками, недавно закрытыми и открытыми на другом устройстве при включенной синхронизации.
10 сентября 2020 года вышла версия Vivaldi 3.3 для Android. Начиная с данной версии пользователи получили возможность размещать адресную строку и панель вкладок в нижней части окна браузера для удобства работы одной рукой. Также в блокировщик рекламы и слежки была добавлена возможность блокировки страниц целиком.
15 октября 2020 года вышла версия Vivaldi 3.4 для Android. В данной версии был изменён внешний вид Экспресс-панели, а также были добавлены новые опции отображения ячеек — большие, маленькие и списком. Дополнительно в браузер была встроена аркадная игра Vivaldia в стиле 80-х годов.
24 ноября 2020 года компания Vivaldi впервые опубликовала тестовую версию браузера со встроенным почтовым клиентом, модулем сбора RSS-новостей и календарём.
17 марта 2021 года состоялся двойной релиз Vivaldi для десктопов и для Android под номером 3.7. В десктопной версии была значительно повышена скорость создания новой вкладки и отрисовки окна браузера, появилась полноценная поддержка устройств на базе процессора Apple M1. В мобильной версии Vivaldi была добавлена возможность быстрого создания закладок на Экспресс-панели.
9 июня 2021 года вышла версия Vivaldi 4.0, в которой впервые были представлены публично бета-версии встроенного почтового клиента, новостного клиента и календаря. Разработка данных компонентов началась практически с момента выхода первой стабильной версии браузера, и за это время разработчики смогли реализовать практически все востребованные сегодня функции для работы с почтой, а также подготовить мощный и функциональный календарь. По умолчанию функции отключены и активируются в настройках браузера.
15 сентября 2021 года в браузере версии 4.2 появился встроенный переводчик, позволяющий переводить как страницы целиком, так и отдельные слова или выделенный текст. Поддерживается более ста языков перевода, а чуть позже была добавлена и боковая панель перевода, позволяющая переводить выделенные тексты в автоматическом режиме.
Версия Vivaldi 5.0, вышедшая 2 декабря 2021 года, получила дальнейшее развитие тем оформления браузера — доступно как изменение тем оформления, так и создание собственных вариантов. Кроме того, на официальном сайте была открыта библиотека тем оформления, где все пользователи получили возможность публиковать свои варианты тем и загружать темы, подготовленные другими участниками сервиса.
В декабре 2021 года компания Vivaldi объявила о сотрудничестве с производителем электромобилей Polestar. В частности, в информационно-развлекательных центрах данного автомобиля будет использоваться Vivaldi в качестве штатного браузера. За основу была взята версия для Android, в которую были внесены некоторые изменения.
24 ноября 2024 года вышла версия браузера Vivaldi 7.0, включающая в себя обновлённый дизайн, виджеты на стартовой странице и усовершенствованный механизм синхронизации. Кроме того, пользователи получили возможность смотреть видео Youtube прямо из ленты новостей без рекламы. 

### История версий
| Бета-версии | Стабильные версии |

| История версий браузера Vivaldi | История версий браузера Vivaldi |
| Версия                          | Дата релиза                     |
| ------------------------------- | ------------------------------- |
| Technical Preview 1             | 27 января 2015                  |
| Technical Preview 2             | 5 марта 2015                    |
| Technical Preview 3             | 28 апреля 2015                  |
| Technical Preview 4             | 16 июля 2015                    |
| Beta 1                          | 3 ноября 2015                   |
| Beta 2                          | 17 декабря 2015                 |
| Beta 3                          | 4 марта 2016                    |
| 1.0                             | 6 апреля 2016                   |
| 1.1                             | 26 апреля 2016                  |
| 1.2                             | 2 июня 2016                     |
| 1.3                             | 11 августа 2016                 |
| 1.4                             | 8 сентября 2016                 |
| 1.5                             | 22 ноября 2016                  |
| 1.6                             | 15 декабря 2016                 |
| 1.7                             | 8 февраля 2017                  |
| 1.8                             | 29 марта 2017                   |
| 1.9                             | 27 апреля 2017                  |
| 1.10                            | 15 июня 2017                    |
| 1.11                            | 10 августа 2017                 |
| 1.12                            | 20 сентября 2017                |
| 1.13                            | 22 ноября 2017                  |
| 1.14                            | 31 января 2018                  |
| 1.15                            | 25 апреля 2018                  |
| 2.0                             | 26 сентября 2018                |
| 2.1                             | 25 октября 2018                 |
| 2.2                             | 13 декабря 2018                 |
| 2.3                             | 6 февраля 2019                  |
| 2.4                             | 27 марта 2019                   |
| 2.5                             | 8 мая 2019                      |
| 2.6                             | 20 июня 2019                    |
| 2.7                             | 21 августа 2019                 |
| 2.8                             | 19 сентября 2019                |
| 2.9                             | 31 октября 2019                 |
| 2.10                            | 19 декабря 2019                 |
| 2.11                            | 12 февраля 2020                 |
| 3.0                             | 22 апреля 2020                  |
| 3.1                             | 11 июня 2020                    |
| 3.2                             | 5 августа 2020                  |
| 3.3                             | 7 сентября 2020                 |
| 3.4                             | 15 октября 2020                 |
| 3.5                             | 8 декабря 2020                  |
| 3.6                             | 28 января 2021                  |
| 3.7                             | 17 марта 2021                   |
| 3.8                             | 29 апреля 2021                  |
| 4.0                             | 9 июня 2021                     |
| 4.1                             | 28 июля 2021                    |
| 4.2                             | 11 сентября 2021                |
| 4.3                             | 8 октября 2021                  |
| 5.0                             | 2 декабря 2021                  |
| 5.1                             | 9 февраля 2022                  |
| 5.2                             | 6 апреля 2022                   |
| 5.3                             | 1 июня 2022                     |
| 5.4                             | 10 августа 2022                 |
| 5.5                             | 5 октября 2022                  |
| 5.6                             | 7 декабря 2022                  |
| 5.7                             | 16 февраля 2023                 |
| 6.0                             | 18 апреля 2023                  |
| 6.1                             | 8 июня 2023                     |
| 6.2                             | 30 августа 2023                 |
| 6.4                             | 26 октября 2023                 |
| 6.5                             | 14 декабря 2023                 |
| 6.6                             | 29 февраля 2024                 |
| 6.7                             | 25 апреля 2024                  |
| 6.8                             | 20 июня 2024                    |
| 6.9                             | 29 августа 2024                 |
| 7.0                             | 24 ноября 2024                  |
| 7.1                             | 23 января 2025                  |
| 7.2                             | 18 марта 2025                   |
| 7.4                             | 19 мая 2025                     |
| 7.5                             | 3 июля 2025                     |

## Безопасность и защита данных пользователей
Разработчики Vivaldi с самого первого релиза браузера декларируют принципиальный отказ от практики сбора данных о своих пользователях и любых форм монетизации этих данных. Также в Vivaldi постоянно расширяется список функций и опций, позволяющих снизить до минимума возможности онлайновых сервисов и веб-сайтов по сбору данных о пользователях.

### Приватность
Для повышения приватности браузера Vivaldi разработчики придерживаются определённых правил. Прежде всего, все данные просмотра, а также персональные данные пользователей по возможности максимально сохраняются локально, на компьютерах самих пользователей, тем самым предотвращается возможность утечки этих данных сторонним сервисам. В частности, встроенный в Vivaldi блокировщик слежки и рекламы не отправляет запросы для проверки на удалённые серверы — вся проверка происходит непосредственно в браузере пользователя. Базы данных вредоносных сайтов ежедневно обновляются в браузере, а затем перед отправкой запроса все адреса сверяются с локально сохранённой базой данных вредоносных и подозрительных сайтов.
Аналогичное решение разработчики применили и при создании функции синхронизации данных. Для работы этого сервиса используются серверы компании, установленные в Исландии, при этом из браузера весь массив данных синхронизации отправляется в зашифрованном виде — шифрование осуществляется на стороне пользователя, разработчики не имеют доступа к этим данным. А в случае использования пользователями Мастер-пароля, синхронизированные данные практически невозможно расшифровать другими способами.
Система подсчёта количества пользователей браузера Vivaldi максимально анонимизирована. Также, как и со многими другими компонентами браузера, система подсчёта статистики всю основную работу осуществляет непосредственно в браузере пользователя, отправляя на серверы компании обезличенный запрос с обрезанным IP-адресом, позволяющим видеть только версию браузера и регион, из которого пришёл запрос.

### Защита данных
Особое внимание разработчики уделяют защите данных пользователей от сторонних сервисов и веб-сайтов. Помимо публичных высказываний с предложениями отказаться от рекламы, основанной на слежке, а также с критикой крупных игроков рынка, следящих за каждым действием и словом своих пользователей, компания публикует подробную информацию о том, какие запросы и куда отправляет браузер во время работы, а также как можно ограничить число таких запросов.
Ещё одним способом защиты данных пользователей является стремление разработчиков максимально заменить функционал сторонних расширений, устанавливаемых в браузер и несущих определённую угрозу утечки данных, добавлением соответствующих функций и опций непосредственно в браузер Vivaldi. Таким образом разработчики могут контролировать безопасность кода, а также его совместимость с другими компонентами браузера. Например, встроенный переводчик Vivaldi использует исключительно собственные серверы компании для осуществления перевода, тем самым исключая отправку текстов на сервисы, собирающие подробную информацию об интересах пользователей.
Также разработчики Vivaldi по возможности отказываются от использования технологий, потенциально способных нарушить приватность пользователей. Так в апреле 2021 года основатель компании Йон фон Тэчнер объявил, что Vivaldi не будет поддерживать новую технологию таргетирования рекламы FLoC от компании Google, и к данному решению присоединились многие другие игроки рынка.
Компания Vivaldi публично осуждает действия крупных игроков по монополизации рынка с целью дальнейшей монетизации собираемых данных пользователей. Также в самом браузере предусмотрен список опций, с помощью которых пользователь может отключить взаимодействие с собирающими информацию о пользователях сервисами Google, тем самым снизив количество передаваемых сторонним сервисам персональных данных.

## Возможности

### Стартовая страница
Стартовая страница (аналог экспресс-панели в Opera) — страница с ячейками, в каждую из которых можно добавить закладку или папку с закладками.

### Боковая панель
По умолчанию имеются следующие кнопки: закладки, загрузки, заметки (блокнот), история, окна, кнопка добавления своей функции в виде плюса (например, можно добавить кнопку истории браузера или сайт) и настройки браузера.

### Нижняя панель
На нижней панели браузера расположены следующие кнопки: снимка страницы, расположения страниц, управления изображениями (показывать изображения на загружаемой странице или нет), эффекты страницы (например, сепия) и ползунок масштаба страницы.

## Отзывы
Обозреватель Ars Technica Скотт Гилбертсон писав о версии 1.0 в апреле 2016 года, отметил, что Vivaldi останется нишевым браузером и не получит широкого распространения. Главный редактор Ghacks Мартин Бринкманн написал о конфиденциальности Vivaldi в январе 2018 года. Он раскритиковал отсутствие опции отказа от использования уникального идентификатора пользователя, который генерируется для получения общей статистики о пользовательской базе браузера, но отметил, что уникальный идентификатор «достаточно легко удалить», да и «он всё равно будет отличаться, если вы используете Vivaldi на нескольких устройствах».
Главный редактор TechRadar, Дезире Атоу, опубликовал обзор Vivaldi в августе 2021 года, где заметил, что обширный набор функций и высокая степень настраиваемости Vivaldi могут оказаться непосильными для обычного пользователя, дав понять, что браузер предназначен не для всех. Старший автор журнала Wired Скотт Гилбертсон в июне 2021 года провел обзор версии 4.0 браузера, отметив большое количество возможностей настройки, рекомендовал Vivaldi пользователям, которые ищут более индивидуальный браузер

## Полный список функций
| История функций браузера Vivaldi | История функций браузера Vivaldi | История функций браузера Vivaldi |
| Версия                           | Дата выпуска                     | Основные изменения |
| -------------------------------- | -------------------------------- | --- |
| Technical Preview 1              | 27 января 2015                   | - Группировка вкладок - Размещение панели вкладок - Заметки - Экспресс-панель - Менеджер закладок - Менеджер загрузок - Быстрые команды - Жесты мышью - Эффекты страницы - Боковая панель - Цветные вкладки - Визуальные вкладки - Список недавно закрытых вкладок - Комбинации быстрых клавиш |
| Technical Preview 2              | 5 марта 2015                     | - Панель закладок - Отключение картинок - Возврат/Переход - Пространственная навигация |
| Technical Preview 3              | 28 апреля 2015                   | - Размещение группы вкладок в одном окне - Индикатор загрузки фоновых страниц - Индикатор непросмотренных страниц - Поддержка системного оформления окна - Автообновление - Импорт персональных данных - Плагины по запросу |
| Technical Preview 4              | 16 июля 2015                     | - Настройки запуска - Цветовые схемы - Масштабирование интерфейса - Поддержка HiDPI - Закреплённые вкладки - Менеджер задач |
| Beta 1                           | 3 ноября 2015                    | - Веб-панели - Отключение интерфейса - Визуальное переключение вкладок - Приватное окно - Информативная индикация загрузки страниц - Список введённых адресов - Плавная прокрутка - Поддержка геолокации - Поддержка HTML5 Audio и Video (H.264) - Поддержка расширений |
| Beta 2                           | 17 декабря 2015                  | - Быстрое закрытие вкладок - Корзина в закладках и заметках - Отключение боковых панелей - Отключение звука на вкладках (STFU) - HTML5 уведомления - Минимальный размер шрифта - Настройки кодировки по умолчанию - Перемещение вкладок между окнами |
| Beta 3                           | 4 марта 2016                     | - Экспорт закладок - Масштаб интерфейса - Глобальный/индивидуальный масштаб страниц - Закрытие вкладки двойным кликом - Настройки цветовых вкладок - Управление закрытием/открытием вкладок - Сессии - Выгрузка вкладок из памяти - CSS отладчик |
| Final 1.0                        | 6 апреля 2016                    | - Поисковые подсказки - Страница приветствия - Сворачивание активной вкладки кликом по вкладке |
| Final 1.1                        | 26 апреля 2016                   | - Закрытие всех других вкладок с помощью Alt+клик на кнопке закрытия - Открытие ссылок в текущей группе - Комбинация клавиш для отключения/включения всех остальных комбинаций - Опции закрытия вкладки - Импорт ссылок Экспресс-панели из Opera 12 - Выгрузка из памяти группы вкладок |
| Final 1.2                        | 2 июня 2016                      | - Настраиваемые жесты мышью - Установка пользовательской стартовой страницы при создании вкладки - Закрытие нескольких выбранных вкладок - Комбинации клавиш для открытия редактируемого адреса из адресной панели |
| Final 1.3                        | 11 августа 2016                  | - Настраиваемые темы оформления - Встроенная цветовая палитра - Настройка обработки адресов IP для WebRTC |
| Final 1.4                        | 8 сентября 2016                  | - Индивидуальная ширина веб-панелей - Смена тем оформления по расписанию - Восстановление закрытой вкладки кликом средней кнопки мыши на корзине |
| Final 1.5                        | 22 ноября 2016                   | - Поддержка системы освещения Philips Hue - Перетаскивание вкладок и групп вкладок между окнами браузера - Режим чтения - Обновление бинарными патчами (Windows) - Автоматические скриншоты в Заметках - Поддержка Chromecast - «Искать в…» опция контекстного меню для выделенного текста |
| Final 1.6                        | 15 декабря 2016                  | - Уведомления во вкладках - Переименование группы вкладок - Выделение вкладок по домену |
| Final 1.7                        | 8 февраля 2017                   | - Встроенные средства создания снимков веб-страниц - Включение/выключение звука на нескольких вкладках - Настраиваемое расширение доменов верхнего уровня - Переключатель отображения кнопок расширений - Дополнительная индикация для незащищённых страниц, требующих авторизации |
| Final 1.8                        | 29 марта 2017                    | - Визуальная структурированная история - Создание заметки перетаскиванием - Управление автообновлением (Windows) - Поиск картинки из контекстного меню |
| Final 1.9                        | 27 апреля 2017                   | - Восстановление удалённых веб-панелей - Интеграция поисковика Ecosia - Перетаскивание кнопок расширений - Кнопка снимка выделенной области - Сортировка заметок |
| Final 1.10                       | 15 июня 2017                     | - Пользовательские эскизы ячеек и папок Экспресс-панели - Закрепление средств разработки в окне браузера - Управление новой вкладкой с помощью расширений - Сортировка загрузок - Использование обоев рабочего стола как фон Экспресс-панели (Windows 8 и выше) |
| Final 1.11                       | 10 августа 2017                  | - Настройки режима чтения - Настройка чувствительности жестов мышью - Настройки отображения GIF анимации - Настройки кнопок ячеек Экспресс-панели - Обновление иконки приложения и фона инсталлятора |
| Final 1.12                       | 20 сентября 2017                 | - Просмотр информации об изображении - Расширенная панель загрузок - Настройка цветовой насыщенности тем браузера |
| Final 1.13                       | 22 ноября 2017                   | - Панель окон Улучшенная функция загрузки файлов: - Предупреждение о незавершённых загрузках при закрытии браузера - Возможность приостановки и возобновления загрузки - Отображение скорости загрузки в панели загрузок |
| Final 1.14                       | 31 января 2018                   | - Вертикальный режим чтения - Ручная сортировка списка поисковиков - Перетаскивание веб-панелей - Markdown разметка в Заметках |
| Final 1.15                       | 25 апреля 2018                   | - Фоновый рисунок окна - Меню Закладки - Запоминание выбора при создании скриншотов - Доступ к адресной строке из полноэкранного режима |
| Final 2.0                        | 26 сентября 2018                 | - Синхронизация данных Vivaldi Sync - Плавающая боковая панель - Изменяемый размер размещённых вкладок - Визуальная прокрутка вкладок списком - Минимальный размер активной вкладки - Подсказки при создании веб-панели |
| Final 2.1                        | 25 октября 2018                  | - Создание заметок через Быстрые команды - Поиск заметок через Быстрые команды - Поддержка числовых параметров для команд масштабирования - Открытие элементов списка Быстрых команд в новой вкладке с помощью клавиш-модификаторов - Поддержка медиакодека AV1 |
| Final 2.2                        | 13 декабря 2018                  | - Сохранение выделенных вкладок в сессию - Номерные идентификаторы вкладок - Доступ к закрытым вкладкам через Быстрые команды - Отключение звука на всех вкладках, кроме активной - Отключение элементов панелей - Поле поиска на Экспресс-панели - Доступ к клавишам управления страницами - Открытие элементов истории навигации средней кнопкой мыши - Открепление видео (картинка в картинке) - Встроенная поддержка Widevine в Linux-версии                                                                       |
| Final 2.3                        | 6 февраля 2019                   | - Автоматическая группировка вкладок - Часто посещаемые страницы в выпадающем списке адресной строки - Конструктор имени файла для снимков экрана - Активирована опция сохранения страниц в MHTML |
| Final 2.4                        | 27 марта 2019                    | - Перенос кнопок между панелями браузера - Контекстное меню элементов в панели закладок - Создание закладок нескольких выбранных вкладок - Пользовательские профили - Встроенный калькулятор |
| Final 2.5                        | 8 мая 2019                       | - Настраиваемый размер ячеек Экспресс-панели - Новые опции выбора нескольких вкладок - Поддержка игровых устройств Razer Chroma |
| Final 2.6                        | 20 июня 2019                     | - Встроенный блокировщик рекламы - Персонализация пользовательских профилей - Фильтрация паролей - Индикация непрочитанных страниц в боковой панели - Иконка поисковика в поле поиска - Расширенные возможности поиска на странице - Поддержка гарнитур и наушников Razer Chroma - Улучшение производительности при работе с вкладками и боковыми панелями |
| Final 2.7                        | 21 августа 2019                  | - Отключение звука на вкладке через контекстное меню - Быстрый доступ к профилям пользователя - Принудительное глобальное включение флэш-плагина - Вывод информации о загрузке страниц на панели состояния |
| Final 2.8                        | 19 сентября 2019                 | - Клавиатурная навигация на панели закладок - Регулируемая ширина столбцов в менеджере закладок - Поддержка навигации по горизонтальному (классическому) меню - Переключение отображения картинок с помощью комбинации клавиш |
| Final 2.9                        | 31 октября 2019                  | - Диалог обработки заблокированных сторонних cookies - Доступ к веб-панелям через меню браузера - Отключение отображения панели вкладок в меню браузера - Глобальные настройки прав доступа в настройках браузера - Сортировка столбцов в менеджере закладок перетаскиванием |
| Final 2.10                       | 19 декабря 2019                  | - User Agent без указания Vivaldi - Поддержка системного расписания смены тем - Выпадающий список скрытых иконок расширений - Опция фокуса на панели закладок - Сохранение последней введённой быстрой команды |
| Final 2.11                       | 12 февраля 2020                  | - Кнопка Картинка-в-картинке - F6/Shift+F6 переключение фокуса между панелями и страницами - Включенная по умолчанию синхронизация с системной сменой тем - Перевод инсталлятора |
| Final 3.0                        | 22 апреля 2020                   | - Блокировщик слежки и рекламы - Встроенные часы/таймер/будильник - Автообновление для MacOS - Сортировка сохранённых паролей - Опция отключения функции откреплённого видео - Прогресс бар в откреплённом видео - Перемотка вперёд и назад клавишами-стрелками в откреплённом видео |
| Final 3.1                        | 11 июня 2020                     | - Настраиваемое главное меню - Полноэкранный менеджер заметок |
| Final 3.2                        | 5 августа 2020                   | - Кнопка отключения звука на откреплённом видео - Опция изменения размещения кнопки закрытия вкладок - Отдельные профили для тестовых и стабильных сборок (macOS) |
| Final 3.3                        | 7 сентября 2020                  | - Кнопка и режим паузы в работе - Возможность помещать ячейки Экспресс-панели в папки перетаскиванием - Отдельные настраиваемые темы для приватного режима - Выделение базового домена в адресной строке - Переход по разделам сайта в адресной строке с помощью клавиши Ctrl - Поддержка блокировки всей страницы - Поддержка правил блокировки DDG и переадресации uBlock |
| Final 3.4                        | 15 октября 2020                  | - Настраиваемые контекстные меню - Поддержка вставки ссылок в контекстное меню - Автообновление вкладок - Новая опция размещения вкладок - Создание папок на Экспресс-панели перетаскиванием ячеек - Локальная картинка для профиля - Игра Vivaldia |
| Final 3.5                        | 8 декабря 2020                   | - Увеличенный объём корзины до 100 элементов - Добавление комбинаций клавиш в контекстное меню - Настраиваемое контекстное меню Экспресс-панели - Настройки предпочтительных языков для веб-страниц - Опции отключения встроенных сервисов Google - Опция постоянного отображения кнопки закрытия табов - Опция открытия ссылки в фоновом режиме по умолчанию - Опция клонирования вкладки в фоновом режиме - Новый вид всплывающих эскизов групп вкладок - Генератор QR-кода для передачи ссылки на другие устройства |
| Final 3.6                        | 28 января 2021                   | - Двухпанельная группировка вкладок - Настраиваемое контекстное меню боковых панелей - Поддержка TouchID для MacOS - Отложенная загрузка веб-панелей - Закрытие вкладок кликом средней кнопки мыши на всплывающем эскизе вкладки - Использование заголовка страницы для ярлыка на рабочем столе |
| Final 3.7                        | 17 марта 2021                    | - Поддержка кабильского языка - Редактируемое меню документов - Периодическое обновление веб-панелей - Подсветка поисковых запросов в быстрых командах - Поддержка компьютеров на базе Apple M1 - Иконки поисковиков в контекстном меню |
| Final 3.8                        | 29 апреля 2021                   | - Обновлённые темы оформления и графические материалы - Автоматическое заполнение данных для новых закладок - Новый диалог создания закладок - Wikipedia и Справка в виде веб-панелей - Улучшенные быстрые команды |
| Final 4.0                        | 9 июня 2021                      | - Встроенный почтовый клиент (бета) - Встроенный календарь (бета) - Встроенный RSS-ридер (бета) - Встроенный переводчик веб-страниц - Выбор наборов функций при установке - Новые элементы графического оформления |
| Final 4.1                        | 28 июля 2021                     | - Пакетная группировка вкладок - Пользовательские цепочки команд (макросы) - Фоновое обновление браузера (Windows) |
| Final 4.2                        | 15 сентября 2021                 | - Встроенный переводчик веб-страниц - Добавлен поиск Neeva - Генератор QR-сода - Прокрутка кнопок боковой панели |
| Final 4.3                        | 07 октября 2021                  | - Новая панель снимков экрана - Новый интерфейс для панели загрузки - Возможность нескольких входов в аккаунты Google - Поддержка PWA - Блокировка API отслеживания бездействия - Новый интерфейс синхронизации |
| Final 5.0                        | 02 декабря 2021                  | - Обмен темами оформления - Панель перевода - Автоматический перевод выделенного текста - Кнопка и диалог загрузки - Добавление эффектов страницы в цепочки команд - Добавление поисковиков в цепочки команд - RPM-пакеты для ARM и ARM64 |
| Final 5.1                        | 09 февраля 2022                  | - Горизонтальная прокрутка вкладок - Список чтения - Быстрые настройки Экспресс-панели |
| Final 5.2                        | 06 апреля 2022                   | - Панель статистики блокировки - Боковая панель списка чтения |
| Final 5.3                        | 01 июня 2022                     | - Система редактирования панелей - Синхронизация поисковиков - Сброс настроек для каждой секции |
| Final 5.4                        | 10 августа 2022                  | - Отключение звука на веб-панелях - Настраиваемые жесты кнопками мыши - Создание ссылки на выделенный текст - Скрытие поисковых префиксов из списка - Опция постоянного безопасного соединения - Поддержка «Вставить и перейти» в быстрых командах |
| Final 5.5                        | 5 октября 2022                   | - Боковая панель задач - Автонастройка учётных записей календаря - Поддержка макетов привязки в Windows 11 |
| Final 5.6                        | 7 декабря 2022                   | - Интеграция Vivaldi Social - Закрепление групп вкладок - Цветные иконки разделов настроек - Редактирование боковой панели |
| Final 5.7                        | 16 февраля 2023                  | - Боковая панель окон - Автопрочтение писем - Настраиваемые быстрые клавиши для спама |
| Final 6.0                        | 18 апреля 2023                   | - Рабочие пространства - Редактируемые иконки панелей - Функция перетаскивания почтовых сообщений между папками |
| Final 6.1                        | 8 июня 2023                      | - Поддержка Bing chat с помощью маскировки браузера - Ручная сортировка в списке пространств - Упрощён интерфейс добавления закладки |
| Final 6.2                        | 30 августа 2023                  | - Внедрение API порталов React - Редактор списка адресной строки - Кнопка очистки данных просмотра на боковой панели истории - Поддержка авторизации FastMail OAuth |
| Final 6.4                        | 26 октября 2023                  | - Шаблоны событий в календаре - Контроль громкости в откреплённом видео - Улучшенное управление категориями списка адресной строки |
| Final 6.5                        | 14 декабря 2023                  | - Синхронизация всей истории просмотра - Синхронизированные вкладки на боковой панели окон - Боковая панель сессий - Правила фильтрации для пространств - Опция добавления заметки к существующей |
| Final 6.6                        | 29 февраля 2024                  | - Поддержка расширений в веб-панелях - Менеджер настроек разрешений для страниц - Тёмная тема для всех веб-сайтов - Обновление встроенного переводчика - Расширенный поиск в почте - Импорт/Экспорт заметок и списков чтения |
| Final 6.7                        | 25 апреля 2024                   | - Опция сохранения памяти - Создание пространства из выбранных страниц - Экспорт лент новостей в OPML |
| Final 6.8                        | 20 июня 2024                     | - Запрос на включение поисковых подсказок для новых пользователей - Поисковые подсказки для Google, Yahoo и Startpage - Улучшения в календаре - Быстрый ответ в почте - Расширенные настройки почты - Индикатор использования памяти загруженной веб-страницей |
| Final 6.9                        | 29 августа 2024                  | - Структура вкладок при синхронизации - Переименование вкладок - Перетаскивание загруженных файлов - Автозаполнение для кредитных карт и адресов - Поддержка некоторых правил блокировки uBlock - Переключение между Ответить и Ответить всем - Отправка быстрого ответа по Ctrl+Enter - Кнопка переключения десктопного и мобильного вида в веб-панелях - Новые группы Экспресс-панели - Команда для переноса активной вкладки в другое рабочее пространство                                                          |
| Final 7.0                        | 24 октября 2024                  | - Обновление дизайна - Панель виджетов - Папки в новостной ленте - Упрощение навигации в почте - Ускорение синхронизации между браузерами |
| Final 7.1                        | 23 января 2025                   | - Погодный виджет - Обновлённый UI отправки вкладок - Обновлена страница приветствия - Импорт открытых вкладок при начальной настройке - Настройки фона виджетов - Цвета темы для виджетов - Обнаружение и устранение циклов сбоев - Поддержка дельта-обновлений (macOS) - Добавление Direct Match/Избранного на Экспресс-панель |
| Final 7.2                        | 18 марта 2025                    | - Переработана адресная строка - подсказки ввода и выпадающий список - Виджет конвертации валюты - Снижение задержки при поиске DNS - Создание события календаря из почты и контекстного меню - Управление приоритетами быстрых клавиш - Раздельное включение RSS и почты/календаря |
| Final 7.4                        | 19 мая 2025                      | - Приоритет быстрых клавиш для сайтов - Расширение поддержки правил блокировки - Улучшен вид панели окон и истории - Новые опции для видео в контекстном меню - Настройка длины выпадающего списка адресной строки |
| Final 7.5                        | 3 июля 2025                      | - Назначение цвета группам вкладок - Оптимизация контекстного меню вкладки - Настройки для DNS over HTTPS - Общие улучшения |